# Seongmodo
Seongmodo är en ö i Sydkorea.   Den ligger i provinsen Incheon, i den nordvästra delen av landet, 60 km väster om huvudstaden Seoul. Arean är 44 kvadratkilometer.
Terrängen på Seongmodo är lite kuperad. Öns högsta punkt är 305 meter över havet. Den sträcker sig 12,3 kilometer i nord-sydlig riktning, och 9,7 kilometer i öst-västlig riktning.